# Supercopa de España de Baloncesto 2010
La Supercopa de España de Baloncesto 2010 fue la 7.ª edición del torneo desde que está organizada por la ACB y la 11.ª desde su fundación de un torneo de baloncesto que se disputó entre el 24 y el 25 de septiembre de 2010 en el pabellón Fernando Buesa Arena de Vitoria; estuvo organizado por la ACB y participaron cuatro equipos.

## Sorteo
El Fernando Buesa Arena acogió el viernes 17 de septiembre de 2010 el sorteo de los emparejamientos de semifinales. En ellas competirían los cuatro conjuntos participantes:
- Caja Laboral Baskonia, anfitrión y campeón de la última Liga ACB.
- Regal Barça, último vencedor de la Copa del Rey.
- Real Madrid CF, 3º clasificado en la fase regular de la última Liga ACB.
- Power Electronics Valencia, 4º clasificado en la fase regular de la última Liga ACB.

## Cuadro de competición
|  | Semifinales                | Semifinales                | Semifinales |             |                            | Final                      | Final | Final |  |
|  |                            |                            |             |             |                            |                            |       |       |  |
|  |                            |                            |             |             |                            |                            |       |       |  |
|  | Caja Laboral Baskonia      | Caja Laboral Baskonia      | 66          |             |                            |                            |       |       |  |
|  | Caja Laboral Baskonia      | Caja Laboral Baskonia      | 66          |             |                            |                            |       |       |  |
|  | Power Electronics Valencia | Power Electronics Valencia | 67          |             |                            |                            |       |       |  |
|  | Power Electronics Valencia | Power Electronics Valencia | 67          |             | Power Electronics Valencia | Power Electronics Valencia | 63    |       |  |
|  |                            |                            |             |             | Power Electronics Valencia | Power Electronics Valencia | 63    |       |  |
|  |                            |                            | Regal Barça | Regal Barça | 83                         |                            |       |       |  |
|  | Regal Barça                | Regal Barça                | Regal Barça | Regal Barça | 83                         | 89                         |       |       |  |
|  | Regal Barça                | Regal Barça                |             |             |                            | 89                         |       |       |  |
|  | Real Madrid                | Real Madrid                | 55          |             |                            |                            |       |       |  |
|  | Real Madrid                | Real Madrid                | 55          |             |                            |                            |       |       |  |
|  |                            |                            |             |             |                            |                            |       |       |  |

| Campeón Supercopa 2010    |
| ------------------------- |
| Regal Barça Cuarto título |

### Semifinales
| 24 de septiembre | Caja Laboral Baskonia                 | 66–67                                 | Valencia CB                           | |  |
| 19:00 h.         | Parciales: 20-18, 17-16, 15-19, 14-14 | Parciales: 20-18, 17-16, 15-19, 14-14 | Parciales: 20-18, 17-16, 15-19, 14-14 | |  |
|                  |                                       | Reporte                               |                                       | Pabellón: Fernando Buesa Arena, Vitoria Asistencia: 9.200 espectadores espectadores Árbitros: Martín Bertrán, Redondo y Perea (España) Televisión: Teledeporte (España) |  |

| 24 de septiembre | Regal Barça                          | 89–55                                | Real Madrid                          | |  |
| 21:00 h.         | Parciales: 26-15, 19-14, 31-8, 13-18 | Parciales: 26-15, 19-14, 31-8, 13-18 | Parciales: 26-15, 19-14, 31-8, 13-18 | |  |
|                  |                                      | Reporte                              |                                      | Pabellón: Fernando Buesa Arena, Vitoria Asistencia: 9.500 espectadores espectadores Árbitros: Hierrezuelo, Conde y Peruga (España) Televisión: TVE 2 (España) |  |

### Final
| 25 de septiembre | Regal Barça                          | 83–63                                | Valencia CB                          | |  |
| 19:00 h.         | Parciales: 26-21, 14-8, 23-18, 20-16 | Parciales: 26-21, 14-8, 23-18, 20-16 | Parciales: 26-21, 14-8, 23-18, 20-16 | |  |
|                  |                                      | Reporte                              |                                      | Pabellón: Fernando Buesa Arena, Vitoria Asistencia: 9.600 espectadores espectadores Árbitros: Hierrezuelo, Redondo y Jiménez (España) Televisión: TVE 2 (España) |  |

## Concursos

### Concurso de triples

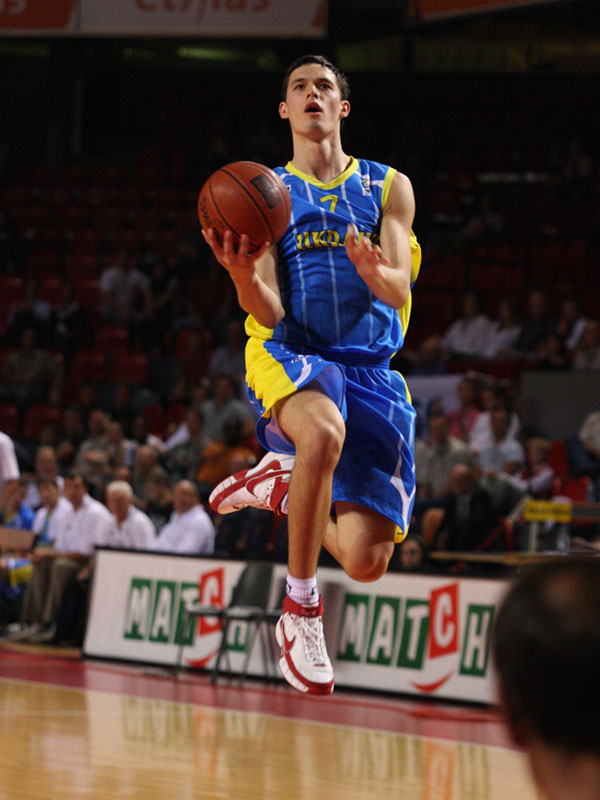
Sergiy Gladyr.

El concurso de triples de la Liga ACB repitió la utilización del "Triple Mágico" introducido el año anterior, consistiendo en un lanzamiento extra que pueden efectuar los participantes del concurso siempre y cuando hayan completado los cinco carros de 25 balones en el tiempo reglamentario de 1 minuto. Sólo en ese caso, el jugador tiene opción de realizar un último lanzamiento que estará situado a una distancia central del aro de 8 metros. Tendrá 10 segundos para efectuarlo y su valor será de 4 puntos.
Este año los participantes eran Juan Carlos Navarro, Rafa Martínez, Uros Tripkovic, Sergiy Gladyr, Mirza Teletović, Clay Tucker, Jimmy Baron y Paolo Quinteros. El ucraniano Sergiy Gladyr se proclamó campeón tras mostrarse como el tirador más regular en todo el torneo. En una igualada final, superó a Jimmy Baron por 21 a 19, aunque su rival tuvo la oportunidad de llevarse el concurso con un "Triple Mágico" que no pudo anotar.
|  | Cuartos de final    | Cuartos de final |                 |    | Semifinal | Semifinal |  |  | Final | Final |
|  |                     |                  |                 |    |           |           |  |  |       |       |
|  |                     |                  |                 |    |           |           |  |  |       |       |
|  |                     |                  |                 |    |           |           |  |  |       |       |
|  | Juan Carlos Navarro | 21               |                 |    |           |           |  |  |       |       |
|  | Juan Carlos Navarro | 21               |                 |    |           |           |  |  |       |       |
|  | Rafa Martínez       | 28               |                 |    |           |           |  |  |       |       |
|  | Rafa Martínez       | 28               | Rafa Martínez   | 12 |           |           |  |  |       |       |
|  |                     |                  | Rafa Martínez   | 12 |           |           |  |  |       |       |
|  |                     | Sergiy Gladyr    | 25              |    |           |           |  |  |       |       |
|  | Uros Tripkovic      | Sergiy Gladyr    | 25              | 18 |           |           |  |  |       |       |
|  | Uros Tripkovic      |                  |                 | 18 |           |           |  |  |       |       |
|  | Sergiy Gladyr       | 27               |                 |    |           |           |  |  |       |       |
|  | Sergiy Gladyr       | 27               | Sergiy Gladyr   | 21 |           |           |  |  |       |       |
|  |                     |                  | Sergiy Gladyr   | 21 |           |           |  |  |       |       |
|  |                     | Jimmy Baron      | 19              |    |           |           |  |  |       |       |
|  | Mirza Teletović     | Jimmy Baron      | 19              | 20 |           |           |  |  |       |       |
|  | Mirza Teletović     |                  |                 | 20 |           |           |  |  |       |       |
|  | Clay Tucker         | 7                |                 |    |           |           |  |  |       |       |
|  | Clay Tucker         | 7                | Mirza Teletović | 18 |           |           |  |  |       |       |
|  |                     |                  | Mirza Teletović | 18 |           |           |  |  |       |       |
|  |                     | Jimmy Baron      | 25              |    |           |           |  |  |       |       |
|  | Jimmy Baron         | Jimmy Baron      | 25              | 27 |           |           |  |  |       |       |
|  | Jimmy Baron         |                  |                 | 27 |           |           |  |  |       |       |
|  | Paolo Quinteros     | 20               |                 |    |           |           |  |  |       |       |
|  | Paolo Quinteros     | 20               |                 |    |           |           |  |  |       |       |

### Concurso de mates
Esta edición sólo contó con Yaroslav Korolev, Fede Van Lacke y Tomáš Satoranský como participantes. Nunca un jugador tan joven había ganado los mates y tampoco lo había hecho un base; pero Satoransky demostró que los límites no son para él y voló con tres mates imponentes para superar a sus rivales.
El jurado que otorgaba la puntuación estuvo compuesto por cinco integrantes, los cuales eran Joe Arlauckas, Marcelo Nicola, Pablo Laso, Jorge Fernández y Santi Abad.
Satoransky, que ya había ganado dos concursos de mates en la República Checa, asombró con mates de un nivel estelar. Primero se colgó del aro pasándose el balón entre las piernas, y luego lo hizo aprovechando un pase de Gladyr para acabar con un tremendo molinillo. Se guardó para el final un mate muy lejano saltando a dos cheerleaders agachadas en el suelo y haciendo un molinillo en el aire. Ya tenía el concurso en el bolsillo, pero le valió.
| Equipo                      | Jugador          | Rondas | Rondas | Rondas | Puntos |
| --------------------------- | ---------------- | ------ | ------ | ------ | ------ |
| CB Granada                  | Yaroslav Korolev | 39     | 43     | 47     | 129    |
| Blancos de Rueda Valladolid | Fede Van Lacke   | 44     | 39     | 44,5   | 127,5  |
| Cajasol Sevilla             | Tomáš Satoranský | 46,5   | 48,5   | 48     | 143    |

## MVP

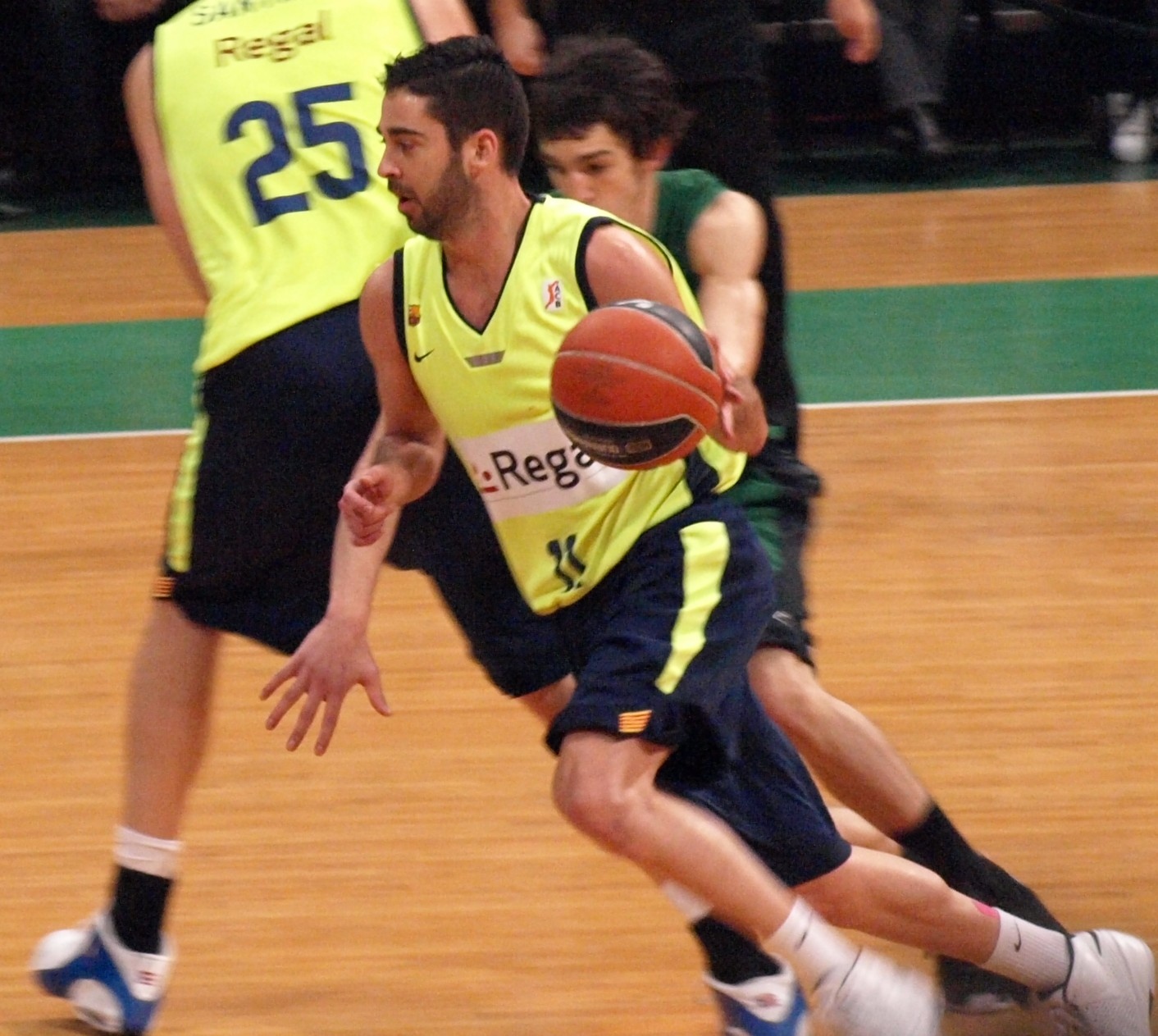
Juan Carlos Navarro, MVP del torneo.

El jugador más valioso del torneo fue el catalán Juan Carlos Navarro, que llevó al Regal Barcelona a repetir título de la Supercopa ACB y él lo celebró consiguiendo el MVP Orange, su segundo consecutivo. Navarro promedió 16 de valoración y explotó en la final con 22 puntos.
| Predecesor: Supercopa ACB 2009 | Supercopa ACB 2010 VII edición | Sucesor: Supercopa ACB 2011 |